# 154-й гвардейский штурмовой авиационный полк
154-й гвардейский штурмовой авиационный Оршанский Краснознамённый ордена Богдана Хмельницкого полк — авиационная воинская часть ВВС РККА штурмовой авиации в Великой Отечественной войне.

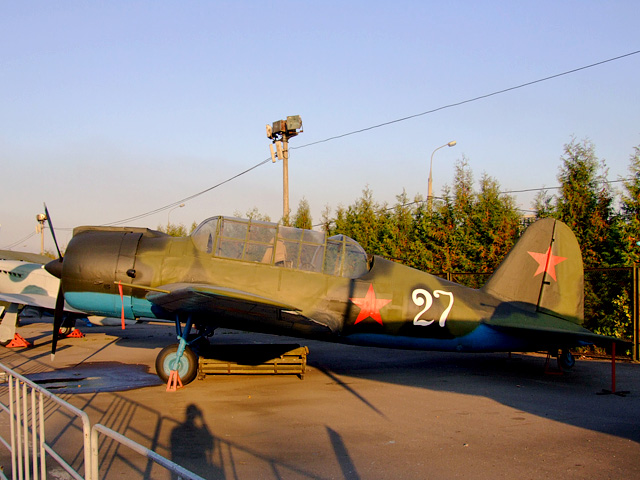
На вооружение полка самолёт Су-2 поступил в начале 1941 года.

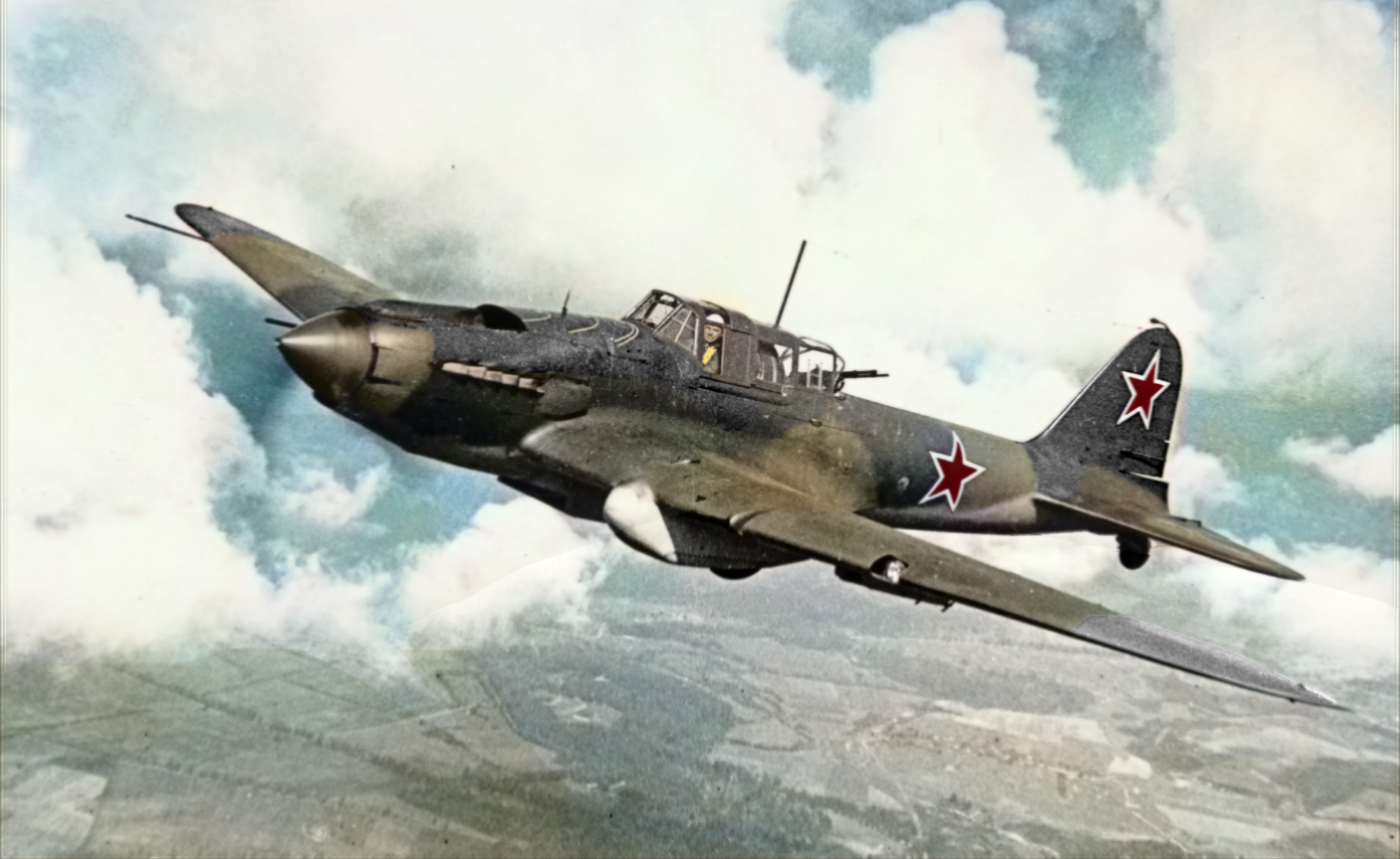
На вооружение полка самолёт Ил-2 поступил в сентябре 1941 года.

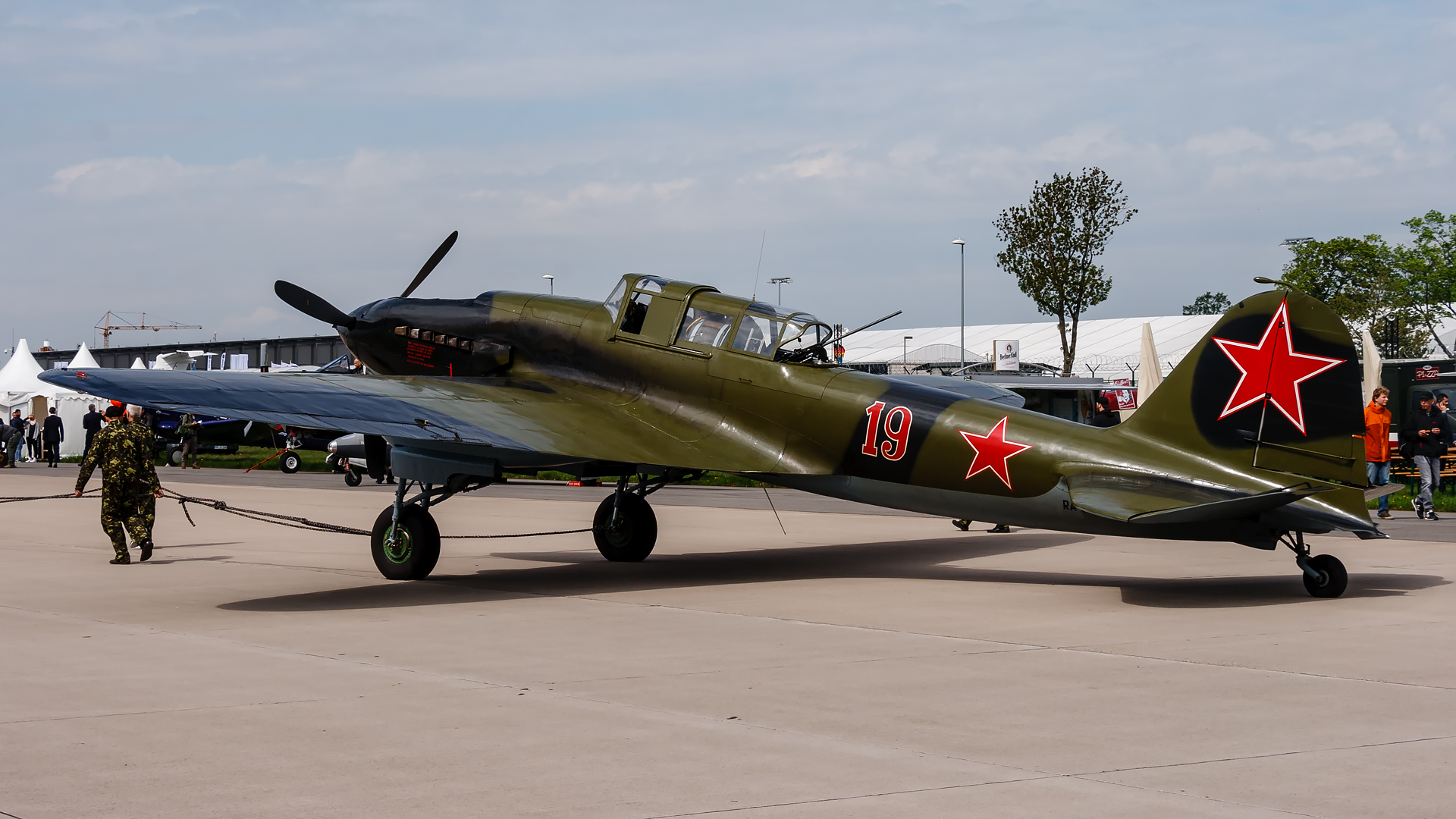
Конструкторы называли разработанный ими штурмовик Ил-2 «летающим танком», пилоты-истребители люфтваффе прозвали его «бетонным самолётом» (нем. Betonflugzeug), солдаты вермахта называли его «чумой» (нем. Schwarzer Tod, дословно: «чёрная смерть»).

## Наименование полка
В различные годы своего существования полк имел наименования:
- 211-й бомбардировочный авиационный полк;
- 211-й ближнебомбардировочный авиационный полк;
- 211-й штурмовой авиационный полк;
- 154-й гвардейский штурмовой авиационный полк (14.04.1944 г.)[1];
- 154-й гвардейский штурмовой авиационный Оршанский полк (06.07.1944 г.)[1];
- 154-й гвардейский штурмовой авиационный Оршанский Краснознамённый полк (25.07.1944 г.)[1];
- 154-й гвардейский штурмовой авиационный Оршанский Краснознамённый ордена Богдана Хмельницкого полк (19.02.1945 г.)[1].

## История и боевой путь полка
Полк сформирован как 211-й бомбардировочный авиаполк в 1940 году в составе пяти эскадрилий в Одесском военном округе и базировался на аэродроме в Котовске (ныне город Подольск в Одесской области Украины). В числе первых полков переучен на самолёт Су-2. Накануне войны полк (как и все авиаполки ВВС Одесского военного округа) был перебазирован на полевой аэродром недалеко от Котовска в районе Днестра. К началу войны имел 18 самолётов Су-2 (в том числе 6 неисправных, по другим данным имел 22 самолёта) и 56 боеготовых экипажей. В течение первого дня войны полк выполнил несколько боевых вылетов на воздушную разведку и штурмовку румынской конницы.
В дальнейшем полк воевал в составе ВВС 9-й армии на Южном фронте, в составе ВВС 6-й армии Юго-Западного фронта. Участвовал в Приграничных сражениях, Тираспольско-Мелитопольской, Уманской и Киевской операциях.
В конце сентября полк выведен в тыл на переформирование в 1-ю запасную авиабригаду, где переучен на Ил-2 и переформирован в штурмовой авиаполк. С 19 марта 1942 года полк снова в боях на Юго-Западном фронте участвует в Харьковской операции. В составе 228-й штурмовой авиадивизии принимает участие в Сталинградской битве, а с 27 августа 1942 года полк вступил в боевые действия в Синявинской операции по защите Ленинграда. С марта 1943 года полк после доукомплектования в 1-й запасной авиабригаде приступил к боевым действиям в Орловской и Брянской наступательных операциях, поддерживая войска фронта в наступлении из района Мценска на Орел, Брянск и Гомель. За всю Курскую битву в июле 1943 года полк выполнил 327 боевых вылетов и потерял 3 самолёта.
С ноября 1943 года полк поддерживал войска фронта в Городокской операции, в частных операциях на витебском и полоцком направлениях. За мужество и героизм личного состава, проявленные в боях с немецко-фашистскими захватчиками, Приказом НКО СССР № 55 от 14.04.1944 года полку было присвоено почётное звание «гвардейский».
Летом 1944 года 154-й гвардейский штурмовой авиационный полк вместе с дивизией в составе 1-й воздушной армии 3-го Белорусского фронта принимал участие в Белорусской, Витебско-Оршанской, Минской, Вильнюсской и Каунасской операциях, затем в боях под Шяуляем. Полк отличился в боях при освобождении городов Витебск, Дубровно и Лида. За отличие в боях при овладении городом и оперативно важным железнодорожным узлом Орша — мощным бастионом обороны немцев, прикрывающим минское направление приказом НКО от 6 июля 1944 года в соответствии с Приказом ВГК № 121 от 27 июня 1944 года присвоено почётное наименование «Оршанский».
Осенью 1944 года дивизия переброшена на 1-й Украинский фронт в район Львова, Броды, Радзехув. Зимой 1944 года и в течение 1945 года полк с дивизией в составе 3-го штурмового авиакорпуса поддерживали войска фронта в Сандомирско-Силезской, Нижне-Силезской, Верхне-Силезской, Берлинской и Пражской операциях, в боях за освобождение городов Краков, Катовице, Мысловице, Обер-Глогау, Ратибр, Оппельна, Лигниц, Бауцен и далее в наступлении на Дрезден и Прагу.
Закончил войну полк на аэродроме Брно (Чехословакия).
В составе действующей армии полк находился с 22 июня по 15 сентября 1941 года (как 211-й бомбардировочный авиаполк), с 19 марта по 15 июля, с 8 сентября по 30 октября 1942 года, с 23 мая 1943 года по 18 марта 1944 года (как 211-й штурмовой авиационный полк), с 4 июня по 7 сентября 1944 года и с 14 ноября 1944 года по 11 мая 1945 года (как 154-й гвардейский штурмовой авиационный полк).
После войны полк с дивизией в составе 3-го штурмового авиакорпуса входили в состав 2-й воздушной армии 1-го Украинского фронта (с 10 июня Центральной группы войск) и базировались на аэродроме Брно (Чехословакия). В августе 1945 года вся дивизия перебазирована на аэродром Ундервальтерсдорф в Австрии. В связи с массовым послевоенным сокращением 307-я штурмовая авиационная Лидская Краснознамённая ордена Суворова дивизия вместе с полком в январе 1946 года были расформирована в составе 3-го штурмового авиационного корпуса 2-й воздушной армии Центральной группы войск.

## Командиры полка
- майор Родякин Фёдор Григорьевич[3], 08.1940 — 07.1942
- капитан, майор, гвардии подполковник Стародумов Георгий Кириллович, 08.1942 -

## В составе соединений и объединений
| Дата          | Фронт (округ)             | Армия/Корпус                                          | Дивизия                             | Примечания |
| ------------- | ------------------------- | ----------------------------------------------------- | ----------------------------------- | ---------- |
| 20.07.1940 г. | Одесский военный округ    | ВВС Одесского военного округа                         | 20-я смешанная авиационная дивизия  |            |
| 22.06.1941 г. | Одесский военный округ    | ВВС Одесского военного округа                         | 20-я смешанная авиационная дивизия  |            |
| 22.06.1941 г. | 9-я отдельная армия       | ВВС 9-й армии                                         | 20-я смешанная авиационная дивизия  |            |
| 25.06.1941 г. | Южный фронт               | ВВС 9-й армии                                         | 20-я смешанная авиационная дивизия  |            |
| 14.07.1941 г. | Юго-Западный фронт        | ВВС 6-й армии                                         |                                     |            |
| 20.07.1941 г. | Юго-Западный фронт        | ВВС Юго-Западного фронта                              |                                     |            |
| 27.07.1941 г. | Южный фронт               | ВВС 9-й армии                                         | 20-я смешанная авиационная дивизия  |            |
| 07.08.1941 г. | Юго-Западный фронт        | ВВС 6-й армии                                         | 15-я смешанная авиационная дивизия  |            |
| 15.09.1941 г. | Орловский военный округ   | ВВС Орловского военного округа                        | 1-я запасная авиационная бригада    |            |
| 19.03.1942 г. | Резерв Ставки ВГК         | Ударные авиационные группы СВГК                       | 3-я ударная авиационная группа      |            |
| 22.03.1942 г. | Юго-Западный фронт        | ВВС Юго-Западного фронта                              | 3-я ударная авиационная группа      |            |
| 25.05.1942 г. | Юго-Западный фронт        | ВВС Юго-Западного фронта                              | 228-я штурмовая авиационная дивизия |            |
| 13.06.1942 г. | Юго-Западный фронт        | 8-я воздушная армия                                   | 228-я штурмовая авиационная дивизия |            |
| 12.07.1942 г. | Сталинградский фронт      | 8-я воздушная армия                                   | 228-я штурмовая авиационная дивизия |            |
| 15.07.1942 г. | Ставка ВГК                | ВВС Московского военного округа                       | 3-я резервная авиационная бригада   |            |
| 27.08.1942 г. | Волховский фронт          | 14-я воздушная армия                                  | 281-я штурмовая авиационная дивизия |            |
| 21.10.1942 г. | Приволжский военный округ | ВВС Приволжского военного округа                      | 1-я запасная авиационная бригада    |            |
| 01.03.1943 г. | Резерв ВГК                | 3-й штурмовой авиационный корпус                      | 307-я штурмовая авиационная дивизия |            |
| 23.05.1943 г. | Брянский фронт            | 15-я воздушная армия 3-й штурмовой авиационный корпус | 307-я штурмовая авиационная дивизия |            |
| 10.10.1943 г. | Прибалтийский фронт       | 15-я воздушная армия 3-й штурмовой авиационный корпус | 307-я штурмовая авиационная дивизия |            |
| 20.10.1943 г. | 2-й Прибалтийский фронт   | 15-я воздушная армия 3-й штурмовой авиационный корпус | 307-я штурмовая авиационная дивизия |            |
| 01.11.1943 г. | 1-й Прибалтийский фронт   | 15-я воздушная армия 3-й штурмовой авиационный корпус | 307-я штурмовая авиационная дивизия |            |
| 18.03.1944 г. | Резерв ВГК                | 3-й штурмовой авиационный корпус                      | 307-я штурмовая авиационная дивизия |            |
| 29.05.1944 г. | 2-й Белорусский фронт     | 1-я воздушная армия 3-й штурмовой авиационный корпус  | 307-я штурмовая авиационная дивизия |            |
| 07.09.1944 г. | Резерв ВГК                | 6-я воздушная армия 3-й штурмовой авиационный корпус  | 307-я штурмовая авиационная дивизия |            |
| 31.10.1944 г. | Резерв ВГК                | 3-й штурмовой авиационный корпус                      | 307-я штурмовая авиационная дивизия |            |
| 14.11.1944 г. | 1-й Украинский фронт      | 2-я воздушная армия 3-й штурмовой авиационный корпус  | 307-я штурмовая авиационная дивизия |            |
| 09.05.1945 г. | 1-й Украинский фронт      | 2-я воздушная армия 3-й штурмовой авиационный корпус  | 307-я штурмовая авиационная дивизия |            |
| 10.06.1945 г. | Центральная группа войск  | 2-я воздушная армия 3-й штурмовой авиационный корпус  | 307-я штурмовая авиационная дивизия |            |
| 01.01.1946 г. | Центральная группа войск  | 2-я воздушная армия 3-й штурмовой авиационный корпус  | 307-я штурмовая авиационная дивизия |            |

## Участие в операциях и битвах
- Белорусская операция «Багратион»[3] — с 23 июня 1944 года по 29 августа 1944 года.
  - Витебско-Оршанская операция[3] — с 23 июня 1944 года по 28 июня 1944 года.
  - Минская операция[3] — с 29 июня 1944 года по 4 июля 1944 года.
  - Каунасская наступательная операция[3] — с 28 июля 1944 года по 28 августа 1944 года.
  - Вильнюсская наступательная операция[3] — с 5 июля 1944 года по 20 июля 1944 года.
  - Шяуляйская операция[3] — с 5 июля 1944 года по 31 июля 1944 года.
- Висло-Одерская стратегическая наступательная операция
  - Сандомирско-Силезская операция[3] — с 12 января 1945 года по 3 февраля 1945 года.
- Нижне-Силезская наступательная операция[3] — с 8 февраля 1945 года по 24 февраля 1945 года.
- Верхне-Силезская наступательная операция[3] — с 15 марта 1945 года по 31 марта 1945 года.
- Берлинская наступательная операция[3] — с 16 апреля 1945 года по 8 мая 1945 года.
- Пражская операция[3] — с 6 мая 1945 года по 11 мая 1945 года.

## Награды
- 154-й гвардейский штурмовой авиационный Оршанский полк за образцовое выполнение заданий командования в боях с немецкими захватчиками при овладении городом Вильнюс и проявленные при этом доблесть и мужество Указом Президиума Верховного Совета СССР от 25 июля 1944 года награждён орденом Красного Знамени[7].
- 154-й гвардейский штурмовой авиационный Оршанский Краснознамённый полк за образцовое выполнение заданий командования в боях с немецкими захватчиками, за овладение городам Ченстохова, Пшедбуж и Радомско, и проявленные при этом доблесть и мужество награждён Указом Президиума Верховного Совета СССР от 19 февраля 1944 года награждён орденом Богдана Хмельницкого II степени[8].

## Почетные наименования
154-му гвардейскому штурмовому авиационному полку за отличие в боях при овладении городом и оперативно важным железнодорожным узлом Орша — мощным бастионом обороны немцев, прикрывающим минское направление приказом НКО от 6 июля 1944 года в соответствии с Приказом ВГК № 121 от 27 июня 1944 года присвоено почётное наименование «Оршанский».

## Благодарности Верховного Главнокомандующего
Воинам полка в составе 307-й штурмовой дивизии объявлены благодарности Верховного Главнокомандующего:
- За успешно проведенную операцию по прорыву сильно укрепленной обороны немцев к югу от города Невель[9].
- За овладение городом Лида[10]
- За отличие в боях при овладении городами Ченстохова, Пшедбуж и Радомско[11].
- За отличие в боях при овладении городом Краков[12].
- За отличие в боях при овладении в Домбровском угольном районе городами Катовице, Семяновиц, Крулевска Гута (Кенигсхютте), Миколув (Николаи) и в Силезии городом Беутен[13].
- За разгром окруженной группировки противника юго-западнее Оппельна и овладении в Силезии городами Нойштадт, Козель, Штейнау, Зюльц, Краппитц, Обер-Глогау, Фалькенберг[14].
- За отличие в боях при овладении городом и крепостью Гданьск (Данциг) — важнейшим портом и первоклассной военно-морской базой немцев на Балтийском море[15].
- За овладение городом и крепостью Бреславль (Бреслау)[16].

## Отличившиеся воины
- Купцов, Сергей Андреевич, старший лейтенант, заместитель командира эскадрильи 154-го гвардейского штурмового авиационного полка 307-й штурмовой авиационной дивизии 3-го штурмового авиационного корпуса 15-й воздушной армии Указом Президиума Верховного Совета СССР 23 февраля 1945 года удостоен звания Герой Советского Союза. Золотая Звезда № 8297.
- Петров Иван Иванович, старший лейтенант, заместитель командира эскадрильи 211-го штурмового авиационного полка 307-й штурмовой авиационной дивизии 3-го штурмового авиационного корпуса 15-й воздушной армии Указом Президиума Верховного Совета СССР 4 февраля 1944 года удостоен звания Герой Советского Союза. Золотая Звезда № 3522.

## Базирование
| Период            | Место базирования          |
| ----------------- | -------------------------- |
| 05.1945 — 08.1945 | Брно, Чехословакия         |
| 08.1945 — 01.1946 | Унтервальтерсдорф, Австрия |